# ベーデロ・ヴァルクーヴィア
ベーデロ・ヴァルクーヴィア（伊: Bedero Valcuvia）は、イタリア共和国ロンバルディア州ヴァレーゼ県にある、人口約700人の基礎自治体（コムーネ）。

## 地理

### 位置・広がり

#### 隣接コムーネ
隣接するコムーネは以下の通り。
- ブリンツィオ
- クナルド
- マシャーゴ・プリーモ
- ランチョ・ヴァルクーヴィア
- ヴァルガンナ

### 地震分類
イタリアの地震リスク階級 (it) では、4 に分類される
。

## 行政

### 分離集落
ベーデロ・ヴァルクーヴィアには、以下の分離集落（フラツィオーネ）がある。
- Cascina Marteghetta, Monte Scerrè, Loc. carbora Loc. Piancora Loc. Ronchi Loc. Tarabara